# Claudia Müller-Ebeling
Claudia Müller-Ebeling (* 1956) ist freischaffende Kunsthistorikerin, Referentin, Autorin und Übersetzerin mit dem Spezialgebiet der Visionären und Psychoaktiven Kunst.

## Leben
Dr. phil. Müller-Ebeling studierte Kunstgeschichte, Ethnologie, Indologie und Literaturwissenschaften in Freiburg, Hamburg, Paris und Florenz. Sie promovierte 1995 an der Universität Stuttgart mit dem Thema Die Versuchung des Heiligen Antonius bei Odilon Redon.
Sie lebt in Hamburg, bis zu dessen Tod 2022 zusammen mit dem Altamerikanisten und Ethnologen Dr. phil. Christian Rätsch. Gemeinsam forschten sie über zwanzig Jahre lang unter anderem auf Guadeloupe, in Korea, im Amazonasgebiet und im Himalaya zu Heilpflanzen und Schamanismus sowie den elementaren Prinzipien schamanischer Kunst. Dabei entstanden zahlreiche Bücher zu Heilpflanzen, Ayahuasca, Schamanismus und Mythologie sowie kunsthistorische Betrachtungen. Regelmäßig hält Müller-Ebeling Vorträge, wird regelmäßig als Rednerin auf Kongressen und Symposien eingeladen.

## Werke (Auswahl)
- Mit Christian Rätsch: Isoldens Liebestrank: Aphrodisiaka in Geschichte und Gegenwart. Kindler, München 1986, ISBN 978-3-463-40017-4.
- „Die Versuchung des hl. Antonius“ als „Mikrobenepos“: eine motivgeschichtliche Studie zu den drei Lithographiefolgen Odilon Redons zu Gustav Flauberts Roman. Verlag für Wissenschaft und Bildung, Berlin 1997, ISBN 978-3-86135-211-2.
- Schamanismus und Tantra in Nepal: Heilmethoden, Thankas und Rituale aus dem Himalaya. AT-Verlag, Aarau 2000, ISBN 978-3-85502-663-0.
  - Englische Ausgabe Shamanism and tantra in the Himalayas. In Zusammenarbeit mit Mohan Rai und den Schamanen Indra Doj Gurung […], Übersetzung aus dem Deutschen von Annabel Lee. Thames and Hudson, London 2002, ISBN 0-500-51108-X.
- Mit Christian Rätsch: Lexikon der Liebesmittel: pflanzliche, mineralische, tierische und synthetische Aphrodisiaka. Deutscher Apotheker-Verlag, Stuttgart 2003, ISBN 978-3-8047-1963-7.
- Mit Christian Rätsch: Zauberpflanze Alraune: die magische Mandragora –  Aphrodisiakum, Liebesapfel, Menschenwurzel, Galgenmännlein. Nachtschatten-Verlag, Solothurn 2004, ISBN 978-3-907080-98-6.
- Mit Arno Adelaars, Christian Rätsch: Ayahuasca: Rituale, Zaubertränke und visionäre Kunst aus Amazonien. AT Verlag, Baden 2006, ISBN 978-3-03800-270-3.
- Ahnen, Geister und Schamanen: universale Zeichen, Klänge und Muster der unsichtbaren Welt. AT Verlag, Aarau 2010, ISBN 978-3-03800-494-3.